# Евкова, Ольга Владимировна
Ольга Владимировна Евкова (род. 15 июля 1965 года, Москва, СССР) — советская и российская баскетболистка.

## Достижения
За сборную СССР:
- Бронзовый призёр летних Олимпийских игр 1988
- 5-е место на чемпионате мира 1990